# Iónština
| Západní skupina: Dórština Severozápadní dórština Achájská dórština | Střední skupina: Aiolština Arkado-kyperská řečtina | Východní skupina: Attičtina Iónština |

Iónština neboli iónský dialekt byl jedním z nářečí starořečtiny. 
Začal se rozšiřovat během jedenáctého století před naším letopočtem a po konci Temného období v pátém století před naším letopočtem se jím mluvilo v prostřední části západního pobřeží Malé Asie, na ostrovech Chiu a Samu, na mnoha ostrovech uprostřed Egejského moře a také na ostrově Euboia severně od Atén. Později se díky kolonizaci rozšířil i v severní části Egejského moře a na pobřeží Černého moře.
Iónština sama se ještě obvykle rozděluje na starou a novou, přičemž předěl není jasně časově určen. Přibližně lze uvažovat jako předěl rok 600 před naším letopočtem. Nejvýznamnější autoři píšící novou iónštinou byli Anakreón, Theognis z Megary, Hérodotos, Hippokratés a Lúkianos. Nejvýznamnější autoři píšící starou iónštinou byli Hésiodos, 
Archilochos a Homér.